# Am Neuen Haus
Am Neuen Haus, auf älteren Karten und in der Literatur auch Hoffmann genannt, ist eine Ortslage im Norden der bergischen Großstadt Wuppertal.

## Lage und Beschreibung
Die Ortslage liegt im Norden des Wohnquartiers Uellendahl-Ost im Stadtbezirk Uellendahl-Katernberg auf einer Höhe von 275 m ü. NHN an der Straße Am Langen Bruch südlich von Am Hasenkamp und Im Siepen. Von der Straße führt ein Stichweg zum Wohnplatz. 
Weitere benachbarte Orte sind die Höfe und Ortslagen Soltenkopf, Am Neuen Sültekop, Am Hartkopfshäuschen, In der Sonne, Neuenbaum, Katzenbruch und Halfmannsberg.
Der Ort trug im 19. Jahrhundert den alternativen Namen Hoffmann, der auch auf den Messtischblättern bis Mitte des 20. Jahrhunderts verzeichnet ist. Auf neueren Karten wie der aktuellen Deutschen Grundkarte ist die Ortslage nun mit Am Neuen Haus beschriftet. In der lokalen Mundart wurde der Ort auch als Neuenes bezeichnet.
Bei dem Ort entspringt der Bach Hagerbeck.

## Geschichte
Im 19. Jahrhundert gehörte Am Neuen Haus (hier noch als Hoffmann aufgelistet) zu den Außenortschaften der Bauerschaft und der Kirchengemeinde Dönberg in der Bürgermeisterei Hardenberg, die 1935 in Neviges umbenannt wurde. Damit gehörte es von 1816 bis 1861 zum Kreis Elberfeld und ab 1861 zum alten Kreis Mettmann. 
Der Ort ist auf der Preußischen Uraufnahme von 1843 als Neuenhaus verzeichnet, auf dem Wuppertaler Stadtplan von 1930 dagegen wieder als Hoffmann.
Im Gemeindelexikon für die Provinz Rheinland von 1888 werden für Hoffmann ein Wohnhaus mit 17 Einwohnern angegeben.
Südlich von Am Neuen Haus verlief ein Kohlenweg von Sprockhövel nach Elberfeld, auf dem im ausgehenden 18. Jahrhundert und in der ersten Hälfte des 19. Jahrhunderts Steinkohle von den Zechen im südlichen Ruhrgebiet zu den Fabriken im Wuppertal transportiert wurde, das in dieser Zeit das industrielle Herz der Region war.
Mit der Kommunalreform von 1929 wurde der südliche Teil Dönbergs von Neviges abgespalten und mit weiteren, außerhalb von Dönberg liegenden Nevigeser Ortschaften in die neu gegründete Stadt Wuppertal eingemeindet, so auch Am Neuen Haus. Nördlich von Am Neuen Haus verlief bis 1975 die Stadtgrenze zwischen Wuppertal und Neviges, südlich davon bis 1929 die von Neviges zu Elberfeld. Durch die nordrhein-westfälische Gebietsreform kam Neviges mit Beginn des Jahres 1975 zur Stadt Velbert und das restliche Dönberg wurde ebenfalls in Wuppertal eingemeindet. Dadurch verlor Am Neuen Haus seine Grenzlage.